# Sông Moskva

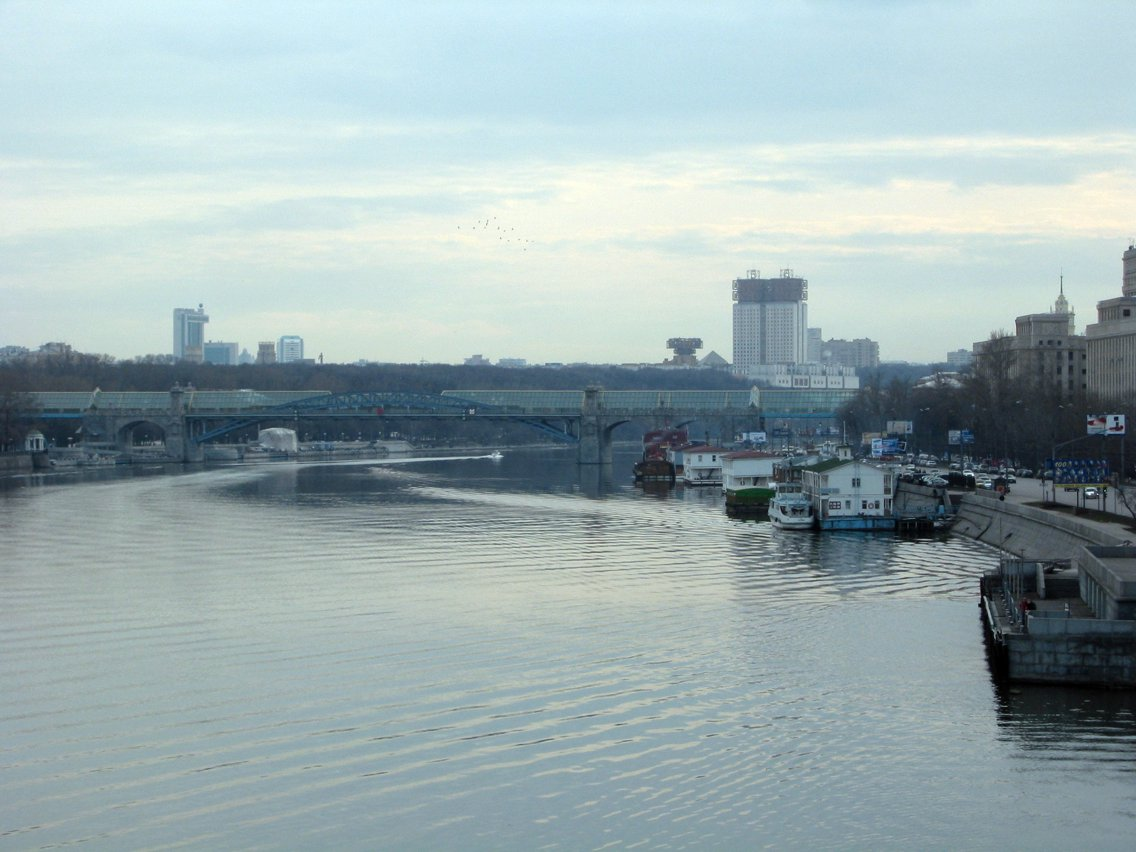
Sông Moskva gần cầu Krymskii.

Sông Moskva (tiếng Nga: Москва-река) là một con sông ở Trung Nga, chảy trong tỉnh Moskva và một phần của tỉnh Smolensk tại Nga, đồng thời là sông nhánh phía tả ngạn của sông Oka. Sông Oka lại là sông nhánh của sông Volga. Chiều dài của con sông này là 503 km. Diện tích lưu vực của nó là 17.600 km². Nó bị đóng băng trong giai đoạn tháng 11-12 và nằm dưới băng cho đến tháng Ba-Tư. Các sông nhánh chính của nó là Ruza, Istra, Yauza, Pakhra và Severka. 

## Đặc điểm
Sông này bắt nguồn từ vùng đầm lầy Starkovskoe trong khu vực bình nguyên Smolensk-Moskva. Trong tiếng Nga, người ta gọi đầu nguồn của nó là "Москворецкая лужа" (tức vũng nước Moskva). Ở phần thượng nguồn (16 km tính từ đầu nguồn) nó vượt qua tỉnh Smolensk, chảy qua hồ Mikhailovskoe (theo quan điểm của một số nhà khoa học thì bắt đầu từ đây người ta mới tính là sông Moskva). Nó đổ vào sông Oka cạnh thị trấn Kolomna. Độ chênh lệch về chiều cao tính từ đầu nguồn đến của sông là 155,5 m.
Sông này được cung cấp nước từ các nguòn như: tuyết (61 %), nước ngầm (27 %) và mưa (12 %). Các trận lũ băng mùa xuân cung cấp 65% lưu lượng hàng năm. Lưu lượng trung bình nhiều năm tại thượng nguồn (làng Barsuki) là 5,8 m³/s, tại Zvenigorod là 38 m³/s, tại cửa sông là 150 m³/s. Do sự xả nước ấm trong phạm vi thành phố Moskva nên trạng thái đóng băng không ổn định. Các sông nhánh chính: tả ngạn — Ruza, Istra, Yauza; hữu ngạn - Pakhra, Severka.
Lưu lượng dòng chảy của sông Moskva được các hồ chứa nước (Mozhaiskoe, Ruzskoe, Ozerninskoe, Istrinskoe) và các đập nước Petrovo-Dalnii và Rublyovo điều chỉnh. Sông Moskva cho phép tàu thuyền đi lại trên quãng đường khoảng 210 km tính từ cửa sông. Nước của sông này được dùng để cung cấp nước ngọt cho thành phố Moskva. Ngoài ra, theo kênh đào Moskva, từ hồ chứa nước Ivankovskoe trên sông Volga mỗi năm nước chảy vào sông này khoảng 1,8 km³. Hệ thống sông nhánh xả ra khoảng 22 m³/s nước. Dành cho mục đích vận tải thủy trong giới hạn thành phố Moskva người ta đã xây dựng các đập chắn nước Karamyshevskaya và Perervinskaya, ở phía dưới là các đập chắn nước có âu thuyền như Trudkommuny, Andreevskaya, Sophinskaya, Phaustovskaya và Severskaya. Chất lượng nước của con sông này rất thấp do nước thải từ Moskva.
Thành phố Moskva (Москвa), thủ đô của Nga, nằm trên hai bờ sông này, ngoài ra nó cũng chảy qua Zvenigorod, Voskresensk, Kolomna, Zhukovsky, Bronnitsy và Mozhaisk.